# Porumbeni (okręg Marusza)
Porumbeni (węg. Galambod) – wieś w Rumunii, w okręgu Marusza, w gminie Ceuașu de Câmpie. W 2011 roku liczyła 631 mieszkańców.